# NYSE Arca
Die NYSE Arca (früher ArcaEx, eine Abkürzung für Archipelago Exchange) ist eine Wertpapierbörse, an der sowohl Aktien als auch Optionen gehandelt werden. Sie war Eigentum der Intercontinental Exchange. Sie fusionierte 2006 mit der New York Stock Exchange (NYSE) und ist heute eine Tochtergesellschaft der NYSE Group, Inc. Der Hauptsitz befindet sich in Chicago.

## Geschichte
Im November 1994 gründeten Stuart Townsend und Gerald Putnam die TerraNova Trading LLC, eine elektronische Wertpapierbörse in Chicago. Ihr Produkt Archipelago nahm am 20. Januar 1997 Handelsaufträge entgegen.
2005 kaufte Archipelago Holdings, der Eigentümer von ArcaEx, die Pacific Exchange, mit der seit 2001 eine enge Zusammenarbeit bestanden hatte.
2006 fusionierte ArcaEx mit der NYSE, und der Name wurde in NYSE Arca geändert.
Am 22. August 2013 sendete das Arca-System mehrere Sequenzen an die Nasdaq, die den Securities Information Processor aufgrund von Verbindungsproblemen zur Nasdaq überlasteten. Dies löste eine Kettenreaktion aus, die zum Flash Freeze der NASDAQ führte.